# تایگا ناکاجیما
تایگا ناکاجیما (انگلیسی: Taiga Nakajima؛ زادهٔ ۱ اوت ۱۹۹۹) بازیکن فوتبال اهل ژاپن است.
از باشگاه‌هایی که در آن بازی کرده‌است می‌توان به باشگاه فوتبال گامبا اوساکا اشاره کرد.